# Schloss Emtmannsberg

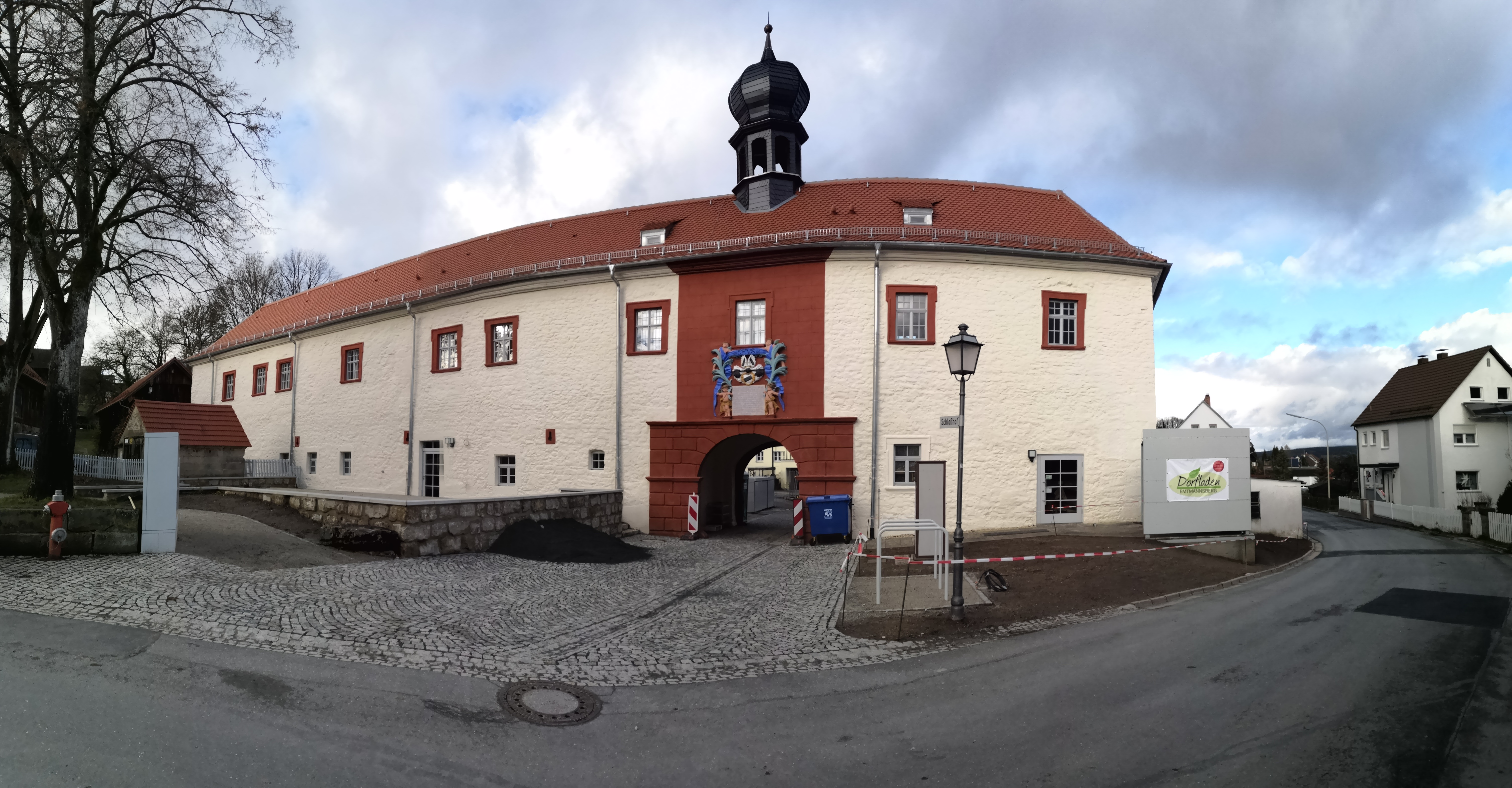
Schloss Emtmannsberg

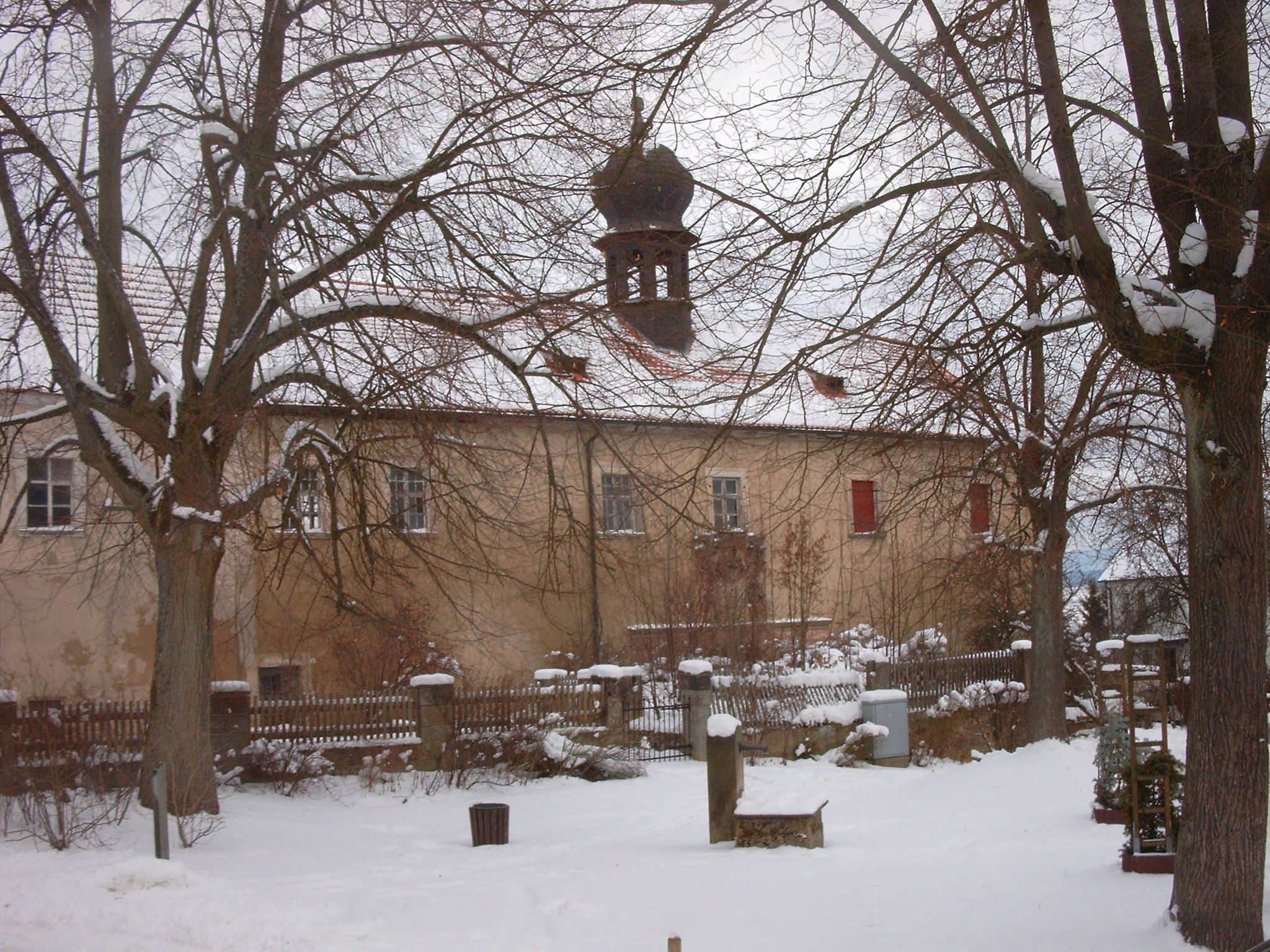
Schloss Emtmannsberg

Das Schloss Emtmannsberg ist ein noch zum großen Teil erhaltenes Schloss in Emtmannsberg (Schlosshof 14/16) im Landkreis Bayreuth in Bayern.
Das Schloss, so wie es heute steht, wurde von Freiherr Erdmann von Stein erbaut. Als weitere Besitzer werden die Herren von Trautenberg, die Herren von Schaumberg, die Herren von Künsberg, sowie die Gemeinde Emtmannsberg genannt. Heute befindet sich das Schloss im gemeindlichen Besitz.
Das ursprüngliche Schloss war eine Dreiflügelanlage mit einem zweigeschossigen Hauptbau mit 15 Obergeschossfenstern mit Walmdach und einem Mittelbau mit barockem Dachreiter und Portalrisalit.

## Geschichte
Am Anfang war Schloss Emtmannsberg vermutlich ein Turmhügel, welcher mit einem Wassergraben umschlossen war. Später baute man diesen zu einem Wasserschloss bzw. einer Wasserburg aus. Dies geschah vermutlich aufgrund von Machtkämpfen im 11. Jahrhundert im Raum Creußen.

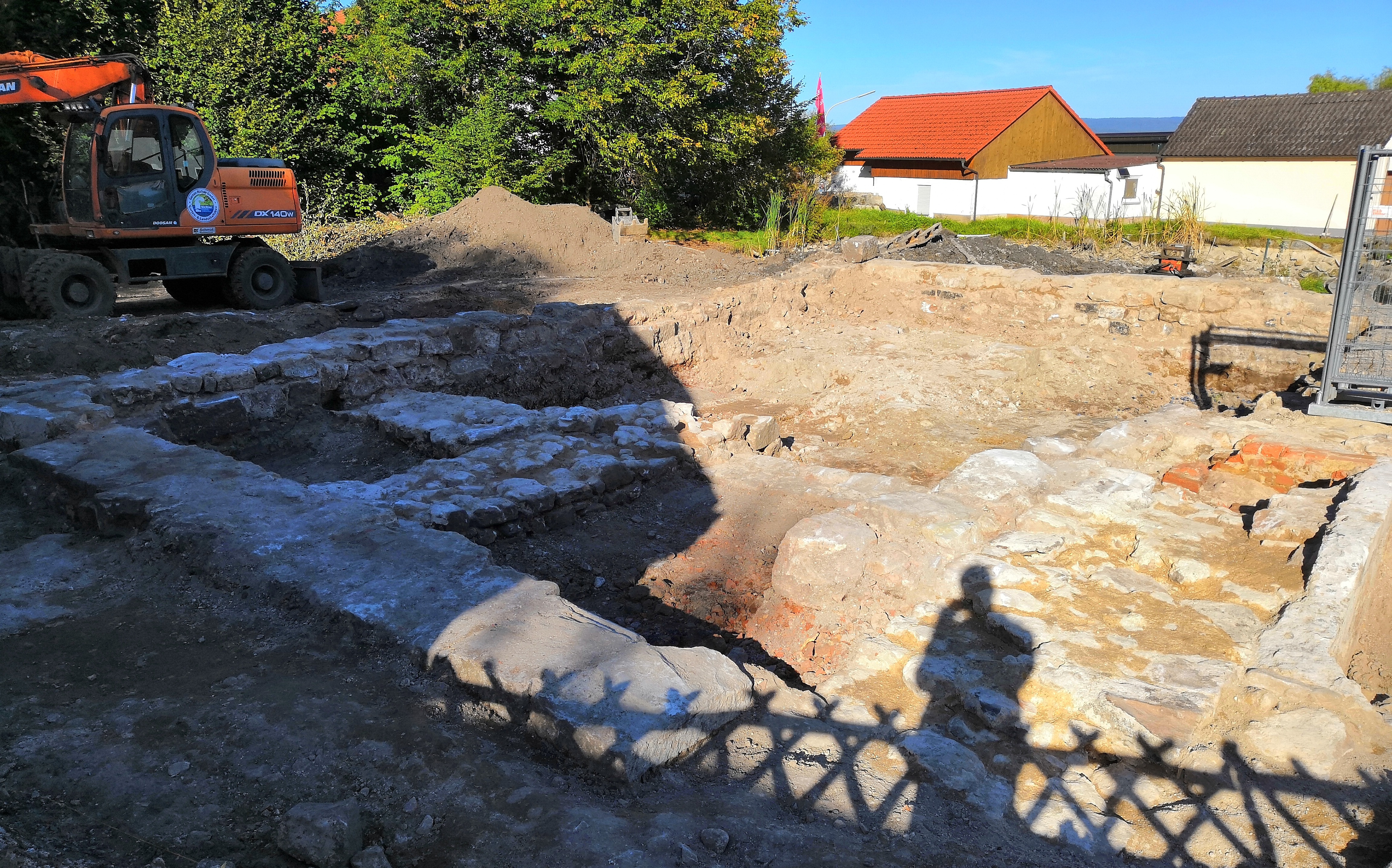
Bei Bauarbeiten freigelegte Fundermente des ursprünglichen Wasserschlosses.

Als Name ist „Scharffeck“ überliefert und als erster Besitzer wird Eberhard 2. von Kindesberg (Künsberg) im 13. Jahrhundert genannt.
Das heutige Schloss steht an dem Punkt, wo früher die Vorgebäude des Wasserschlosses standen. Dieses waren aber damals weiter nach hinten (also in Richtung Wasserschloss) versetzt. Das Schloss wurde beim Wiederaufbau weiter nach Süden in das Dorf hineingebaut. Die Zeugen hierfür sind alte Holzroste, welche sich im Grundbereich früherer Gebäude befinden. Man hat die Roste bei Grabungsarbeiten für Wasserleitungen gefunden.
Das Wasserschloss ist vermutlich schon sehr früh abgebrannt. So heißt es im Emtmannsberger Buch „1579 den 23. Novemberg ist des Herrn Georg von Schaumberg Scharffecken-Schloss bis auf die Grundmauern abgebrannt“.
1608 gab Georg von Schaumberg das Schloss seinen Söhnen Jobst Sigmund und Hans weiter.

## Besitzer von Schloss Emtmannsberg
Das Schloss hatte im Laufe der Zeit viele Besitzer, allerdings gab es nie ein Adelsgeschlecht „von Emtmannsberg“.
Als erste genannten Besitzer von dem Schloss sind die von den Plassenbergern abstammenden von Künsberg.
Von 1223 bis 1244 gehörte das Schloss Eberhard 2. von Kindesberc (Künsberg), später ging das Schloss an Eberhard 3. auf Kindesberg und Emtmannsberg (1280–1295) und schließlich Fríedrich 1. auf Emtmannsberg (1322–1362).